# ホセ・パティーニョ

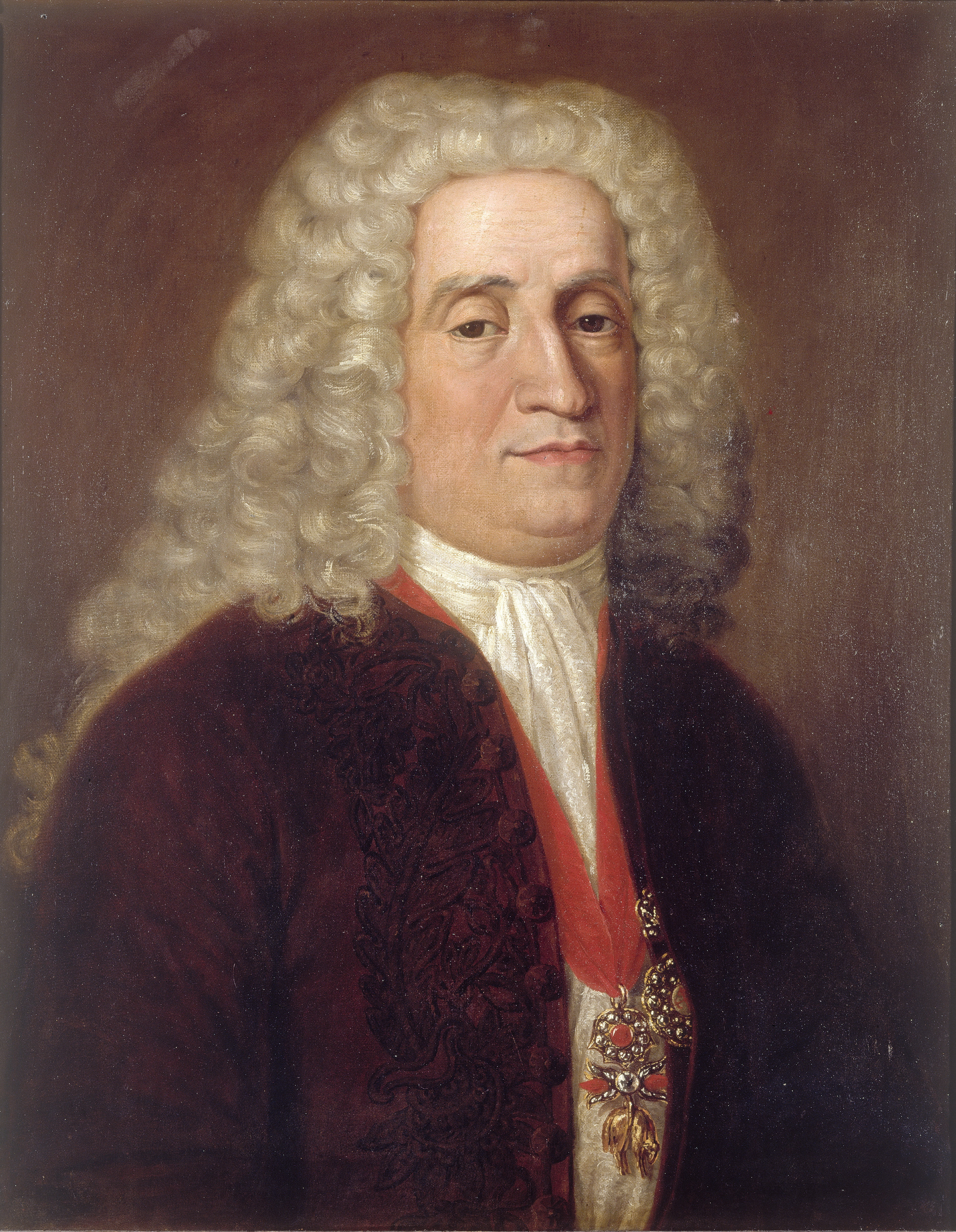
ホセ・パティーニョの肖像
ラファエル・テゲオ画

ドン・ホセ・パティーニョ・イ・ロサレス（José Patiño y Rosales、1666年4月11日 – 1736年11月3日）は、スペインの政治家で、ミラノで生まれた。1734年から1736年にかけてスペインの首相を務めた。

## 生涯
ドン・ルーカス・パティーニョ・デ・イバラ（Don Lucas Patiño de Ibarra）の息子として生まれた。ガリシア出身の家系であり、父親はスペイン統治下のミラノ公国における軍隊の監察官であり、秘密委員会のメンバーだった。母親の結婚前の名前はベアトリセ・デ・ロサレス・イ・ファシーニ（Beatrice de Rosales y Facini）だった。
パティーニョ家はスペイン継承戦争ではブルボン王朝を強く支持していた。兄のバルタサールは外交官になり、のちにカステラル侯爵に叙されたほか、その息子のルーカスは軍人だった。ホセ・パティーニョは聖職者になることを望まれたが、世俗職を歩み、1700年にフェリペ5世が王位に就くとミラノの元老院に議席を与えられた。スペイン継承戦争でスペインがミラノ公国を失うと、彼はスペインへと戻され、1707年に軍部勤務となった。
スペイン継承戦争の間、エストレマドゥーラ州の地方行政長官（インテンダント）となり、1711年から1718年の間はカタルーニャ州のインテンダントを勤めた。1717年に海軍のインテンダントに任命された。その海軍はフランス式に再編されたところだった。彼の才能と努力はジュリオ・アルベローニに認められることとなったが、2人は私生活では友好な関係ではなかった。パティーニョのイタリアでの教育は彼のスペイン・スタイルに影響を与え、彼の生涯を通じてイタリア主義へと陥らせる原因となり、かつ彼を更に出世させることに役立ったのかも知れない。 
アルベローニはフェリペ5世と頑固な王妃エリザベッタ・ファルネーゼにそそのかされて無謀な外交政策を採用した。パティーニョはこの政策が惨禍を導くと予想したが、公務員としては指示に従うことしかできず、1718年から1720年にかけての四国同盟戦争でサルディーニャとシチリア、セウタへの遠征軍派遣を主導した。1720年にナヴァラの辺境地帯でフランス軍と戦っていたスペイン軍において兵站将校のような職務を勤め、作戦自体は大失敗に終わったものの国王と王妃に知られるようになった。1726年までに彼は国王から十分な信頼を受けるようになった。
このとき、国王と王妃の信頼を受けていたのはフアン・グリェルモ・リッペルダであったが、パティーニョと兄のカステラル侯爵はリッペルダに反対、リッペルダが失脚するとパティーニョは海軍・インド（植民地）・外交担当大臣に任命された。のちには陸軍も担当部門に追加された。
1726年5月13日から1736年に死去するまで、パティーニョは宰相の地位にあった。この時期の後半には新大陸における植民地と商業に関するイギリスとの交渉に関わり、この貿易紛争はパティーニョ死後の1739年にジェンキンスの耳の戦争を引き起こした。
ドン・アントニオ・ロドリゲス・ビリャ（Don Antonio Rodríquez Villa）は1882年にマドリードで出版した『パティーニョとカンピーリョ』（Patiño y Campillo）でパティーニョの一生について解説した。しかし歴史家のウィリアム・コックスによる『ブルボン家のスペイン諸王の回想』（Memoirs of the Kings of Spain of the House of Bourbon） (ロンドン、1815年）は在マドリードのイギリス外交官の通信文書に基づくこともあって、『ブリタニカ百科事典第11版』ではパティーニョの宰相在任期に関する最良の歴史書と評されている。